# Сочуа, Му
Му Сочуа (кхмер. មូរ សុខហួ; родилась 15 мая 1954) — камбоджийский политик и правозащитник, член парламента от Баттамбанга. В 2005 году получила премию лидерства, вручаемую Vital Voices Foundation, соучредителем которого является Хиллари Клинтон. В 2002 году Му мобилизована 12000 женщин-кандидатов баллотироваться на выборах коммун, в итоге более 900 женщин одержали победу и до сих пор активно продвигают женскую повестку на массовом уровне. В том же году она помогла создать и продвинуть закон о предотвращении насилия в семье, который предусматривает серьёзные штрафы за изнасилование в браке и насильственные действия в отношении несовершеннолетних. Также деятельность Му в Камбодже включает в себя кампании с участием мужчин, направленные на предотвращение семейного насилия и распространения ВИЧ / СПИДа; отстаивание прав женщин-предпринимателей; работу в сфере трудового законодательства, которое бы обеспечивало справедливую заработную плату и безопасные условия труда для работающих женщин; и работу по развитию общин для сквоттеров, медицинских центров, санитарии и занятости.

## Биография

### Ранние годы
Сочуа родилась в Пномпене, получила свое начальное образование во французском лицее. В 1972 году родители отправили её в Париж для дальнейшего образования. Через год она переехала в Сан-Франциско, где жил её брат. Когда красные кхмеры взяли под свой контроль Камбоджу в 1975 году, её родители исчезли. Сочуа не могла вернуться домой и оставалась в изгнании в течение следующих 18 лет. Перед возвращением в Камбоджу, желая помочь восстановить разрушенное войной общество, она получила степень бакалавра в области психологии в Университете Сан-Франциско и степень магистра в области социальной работы в Университете Калифорнии, Беркли.

### Возвращение из изгнания
Сочуа вернулась в Камбоджу в 1989 году после 18 лет в изгнании, занималась правозащитной деятельностью в сфере борьбы с торговлей людьми, домашним насилием и эксплуатацией рабочих. Му создала первую организацию для женщин «Хемара» (кхмерский: ខេមរា) и вступила в политическую партию ФУНСИНПЕК, получив в 1998 году место в национальной ассамблее от Баттамбанга. Вскоре после этого ей было предложено возглавить Министерство по делам женщин и ветеранов, будучи одной из всего двух женщин, вошедших кабинет министров.
В июле 2004 года Сочуа покинула пост министра, ссылаясь на коррупцию как основное препятствие к её работе, и почти сразу же перешла в партию Сэма Райнси, где она является заместителем главы комитета.

### Личная жизнь
В 1984 году Му вышла замуж за американца Скотта Лейпера, родила троих дочерей. Лейпер умер в 2016 году. Жила в Соединённых Штатах в течение 18 лет, где училась в университете, после долгих лет в США говорит на родном языке с акцентом.